# Canton du Nord-Libournais
Le canton du Nord-Libournais est une circonscription électorale française du département de la Gironde.

## Histoire
Un nouveau découpage territorial de la Gironde entre en vigueur à l'occasion des premières élections départementales suivant le décret du 20 février 2014. Les conseillers départementaux sont, à compter de ces élections, élus au scrutin majoritaire binominal mixte. Les électeurs de chaque canton élisent au Conseil départemental, nouvelle appellation du Conseil général, deux membres de sexe différent, qui se présentent en binôme de candidats. Les conseillers départementaux sont élus pour 6 ans au scrutin binominal majoritaire à deux tours, l'accès au second tour nécessitant 12,5 % des inscrits au 1er tour. En outre la totalité des conseillers départementaux est renouvelée. Ce nouveau mode de scrutin nécessite un redécoupage des cantons dont le nombre est divisé par deux avec arrondi à l'unité impaire supérieure si ce nombre n'est pas entier impair, assorti de conditions de seuils minimaux. Dans la Gironde, le nombre de cantons passe ainsi de 63 à 33.
Le canton du Nord-Libournais est formé de communes des anciens cantons de Coutras (12 communes), de Lussac (13 communes) et de Guîtres (13 communes). Il est entièrement inclus dans l'arrondissement de Libourne. Le bureau centralisateur est situé à Coutras.

## Représentation
| Période élective | Période élective | Mandat | Mandat   | Identité          | Nuance | Nuance | Qualité                                                              |
| ---------------- | ---------------- | ------ | -------- | ----------------- | ------ | ------ | -------------------------------------------------------------------- |
| 2015             | 2021             | 2015   | 2021     | Michelle Lacoste  |        | PS     | conseillère municipale de Coutras                                    |
| 2015             | 2021             | 2015   | 2021     | Alain Marois      |        | PS     | maire de Saint-Denis-de-Pile (1989-2015)                             |
| 2021             | 2028             | 2021   | en cours | Sébastien Laborde |        | PCF    | Conseiller municipal de Saint-Denis-de-Pile                          |
| 2021             | 2028             | 2021   | en cours | Michelle Lacoste  |        | PS     | Conseillère sortante, conseillère municipale (opposition) de Coutras |

### Résultats détaillés

#### Élections de mars 2015
À l'issue du 1er tour des élections départementales de 2015, trois binômes sont en ballottage : Bernard Bosjean et Monique Robin (FN, 33,33 %), Jean-Claude Abanades et Chantal Dugourd (Union de la Droite, 29,61 %) et Michelle Lacoste et Alain Marois (PS, 29,4 %). Le taux de participation est de 52,47 % (17 928 votants sur 34 167 inscrits) contre 50,54 % au niveau départemental et 50,17 % au niveau national.
Au second tour, Michelle Lacoste et Alain Marois (PS) sont élus avec 35,91 % des suffrages exprimés et un taux de participation de 56,23 % (6 641 voix pour 19 212 votants et 34 167 inscrits).

#### Élections de juin 2021
Le premier tour des élections départementales de 2021 est marqué par un très faible taux de participation (33,26 % au niveau national). Dans le canton du Nord-Libournais, ce taux de participation est de 33,62 % (12 140 votants sur 36 105 inscrits) contre 33,41 % au niveau départemental. À l'issue de ce premier tour, deux binômes sont en ballottage : Sébastien Laborde et Michelle Lacoste (Union à gauche, 40,95 %) et Jérôme Cosnard et Soraya Marchioro (DVC, 29,99 %).
Le second tour des élections est marqué une nouvelle fois par une abstention massive équivalente au premier tour. Les taux de participation sont de 34,36 % au niveau national, 33,6 % dans le département et 35,26 % dans le canton du Nord-Libournais. Sébastien Laborde et Michelle Lacoste (Union à gauche) sont élus avec 53,51 % des suffrages exprimés (6 180 voix pour 12 732 votants et 36 111 inscrits),,.

## Composition
Le canton du Nord-Libournais comprend trente-huit communes entières.
| Nom                             | Code Insee | Intercommunalité              | Superficie (km2) | Population (dernière pop. légale) | Densité (hab./km2) | Modifier                                    |
| ------------------------------- | ---------- | ----------------------------- | ---------------- | --------------------------------- | ------------------ | ------------------------------------------- |
| Coutras (bureau centralisateur) | 33138      | CA du Libournais              | 33,69            | 8 695 (2022)                      | 258                | modifier les données · modifier les données |
| Abzac                           | 33001      | CA du Libournais              | 13,44            | 2 030 (2022)                      | 151                | modifier les données · modifier les données |
| Les Artigues-de-Lussac          | 33014      | CC du Grand Saint-Émilionnais | 10,16            | 1 120 (2022)                      | 110                | modifier les données · modifier les données |
| Bayas                           | 33034      | CA du Libournais              | 10,82            | 455 (2022)                        | 42                 | modifier les données · modifier les données |
| Bonzac                          | 33062      | CA du Libournais              | 7,49             | 802 (2022)                        | 107                | modifier les données · modifier les données |
| Camps-sur-l'Isle                | 33088      | CA du Libournais              | 3,02             | 620 (2022)                        | 205                | modifier les données · modifier les données |
| Chamadelle                      | 33124      | CA du Libournais              | 15,35            | 733 (2022)                        | 48                 | modifier les données · modifier les données |
| Les Églisottes-et-Chalaures     | 33154      | CA du Libournais              | 17,16            | 2 172 (2022)                      | 127                | modifier les données · modifier les données |
| Le Fieu                         | 33166      | CA du Libournais              | 14,67            | 501 (2022)                        | 34                 | modifier les données · modifier les données |
| Francs                          | 33173      | CC du Grand Saint-Émilionnais | 6,59             | 178 (2022)                        | 27                 | modifier les données · modifier les données |
| Gours                           | 33191      | CA du Libournais              | 7,89             | 523 (2022)                        | 66                 | modifier les données · modifier les données |
| Guîtres                         | 33198      | CA du Libournais              | 5,02             | 1 637 (2022)                      | 326                | modifier les données · modifier les données |
| Lagorce                         | 33218      | CA du Libournais              | 28,47            | 1 591 (2022)                      | 56                 | modifier les données · modifier les données |
| Lapouyade                       | 33230      | CA du Libournais              | 25,80            | 545 (2022)                        | 21                 | modifier les données · modifier les données |
| Lussac                          | 33261      | CC du Grand Saint-Émilionnais | 23,43            | 1 146 (2022)                      | 49                 | modifier les données · modifier les données |
| Maransin                        | 33264      | CA du Libournais              | 29,94            | 1 059 (2022)                      | 35                 | modifier les données · modifier les données |
| Montagne                        | 33290      | CC du Grand Saint-Émilionnais | 26,66            | 1 520 (2022)                      | 57                 | modifier les données · modifier les données |
| Néac                            | 33302      | CC du Grand Saint-Émilionnais | 6,88             | 324 (2022)                        | 47                 | modifier les données · modifier les données |
| Les Peintures                   | 33315      | CA du Libournais              | 13,13            | 1 633 (2022)                      | 124                | modifier les données · modifier les données |
| Petit-Palais-et-Cornemps        | 33320      | CC du Grand Saint-Émilionnais | 14,32            | 738 (2022)                        | 52                 | modifier les données · modifier les données |
| Porchères                       | 33332      | CA du Libournais              | 13,19            | 876 (2022)                        | 66                 | modifier les données · modifier les données |
| Puisseguin                      | 33342      | CC du Grand Saint-Émilionnais | 17,25            | 828 (2022)                        | 48                 | modifier les données · modifier les données |
| Puynormand                      | 33347      | CA du Libournais              | 7,64             | 309 (2022)                        | 40                 | modifier les données · modifier les données |
| Sablons                         | 33362      | CA du Libournais              | 11,84            | 1 315 (2022)                      | 111                | modifier les données · modifier les données |
| Saint-Antoine-sur-l'Isle        | 33373      | CA du Libournais              | 10,40            | 581 (2022)                        | 56                 | modifier les données · modifier les données |
| Saint-Christophe-de-Double      | 33385      | CA du Libournais              | 36,13            | 601 (2022)                        | 17                 | modifier les données · modifier les données |
| Saint-Christophe-des-Bardes     | 33384      | CC du Grand Saint-Émilionnais | 7,69             | 390 (2022)                        | 51                 | modifier les données · modifier les données |
| Saint-Cibard                    | 33386      | CC du Grand Saint-Émilionnais | 3,54             | 193 (2022)                        | 55                 | modifier les données · modifier les données |
| Saint-Ciers-d'Abzac             | 33387      | CA du Libournais              | 11,71            | 1 528 (2022)                      | 130                | modifier les données · modifier les données |
| Saint-Denis-de-Pile             | 33393      | CA du Libournais              | 28,27            | 5 916 (2022)                      | 209                | modifier les données · modifier les données |
| Saint-Martin-de-Laye            | 33442      | CA du Libournais              | 9,56             | 546 (2022)                        | 57                 | modifier les données · modifier les données |
| Saint-Martin-du-Bois            | 33445      | CA du Libournais              | 9,80             | 845 (2022)                        | 86                 | modifier les données · modifier les données |
| Saint-Médard-de-Guizières       | 33447      | CA du Libournais              | 10,37            | 2 408 (2022)                      | 232                | modifier les données · modifier les données |
| Saint-Sauveur-de-Puynormand     | 33472      | CA du Libournais              | 5,57             | 365 (2022)                        | 66                 | modifier les données · modifier les données |
| Saint-Seurin-sur-l'Isle         | 33478      | CA du Libournais              | 8,83             | 3 161 (2022)                      | 358                | modifier les données · modifier les données |
| Savignac-de-l'Isle              | 33509      | CA du Libournais              | 4,47             | 603 (2022)                        | 135                | modifier les données · modifier les données |
| Tayac                           | 33526      | CC du Grand Saint-Émilionnais | 7,22             | 127 (2022)                        | 18                 | modifier les données · modifier les données |
| Tizac-de-Lapouyade              | 33532      | CA du Libournais              | 9,40             | 475 (2022)                        | 51                 | modifier les données · modifier les données |
| Canton du Nord-Libournais       | 3321       |                               | 526,81           | 49 089 (2022)                     | 93                 | modifier les données                        |

## Démographie
En 2022, le canton comptait 49 089 habitants, en évolution de +1,3 % par rapport à 2016 (Gironde : +6,91 %, France hors Mayotte : +2,11 %).
| 2013   | 2018   | 2022   |
| ------ | ------ | ------ |
| 48 071 | 48 537 | 49 089 |